# Anna De Lauro Matera
Anna De Lauro Matera (Napoli, 9 luglio 1909 – Roma, 18 novembre 2003) è stata una politica italiana.